# Resolução 225 do Conselho de Segurança das Nações Unidas
A Resolução 225 do Conselho de Segurança das Nações Unidas aprovada em 14 de outubro de 1966, depois de examinar a aplicação da Lesoto para integrar as Nações Unidas, o Conselho recomendou à Assembléia Geral que Lesoto fosse admitida.